# Vallmoolja
Vallmoolja är en oxiderande olja, som tillverkas av vallmofrön. Den används i konstmåleri som alternativ eller komplement till linolja, och har även använts som bindemedel i färg för exklusivt inredningsmåleri.
Vallmofröolja används även som kosttillskott och i matlagning.